# ウォガウォガ
ウォガウォガ（Wagga Wagga、ワガワガ）は、オーストラリアのニューサウスウェールズ州南部にある都市。人口は5万6442人（2018年）。

## 概要
街の名前はアボリジニの言葉に由来し、ウォガは烏で多くの烏を意味する。地元の人は単に「ウォガ」という。もともとアボリジニのウィラージューリーの居住地だったが1832年にロバート・ベストがこの地に牧場を開墾した。これをきっかけに街は発達し1849年にタウンとして正式に公示された。オーストラリアの内陸の都市として最大であり、シドニーとメルボルンのほぼ中間点にすることからこの両都市が首都移転でもめた時にキャンベラと共に首都候補として浮上したこともあった。

## 交通
シドニーとはスタート・ハイウェイとヒューム・ハイウェイで連絡している。
ウォガウォガ駅にはシドニー・メルボルン間の特急列車XPTが停車する。

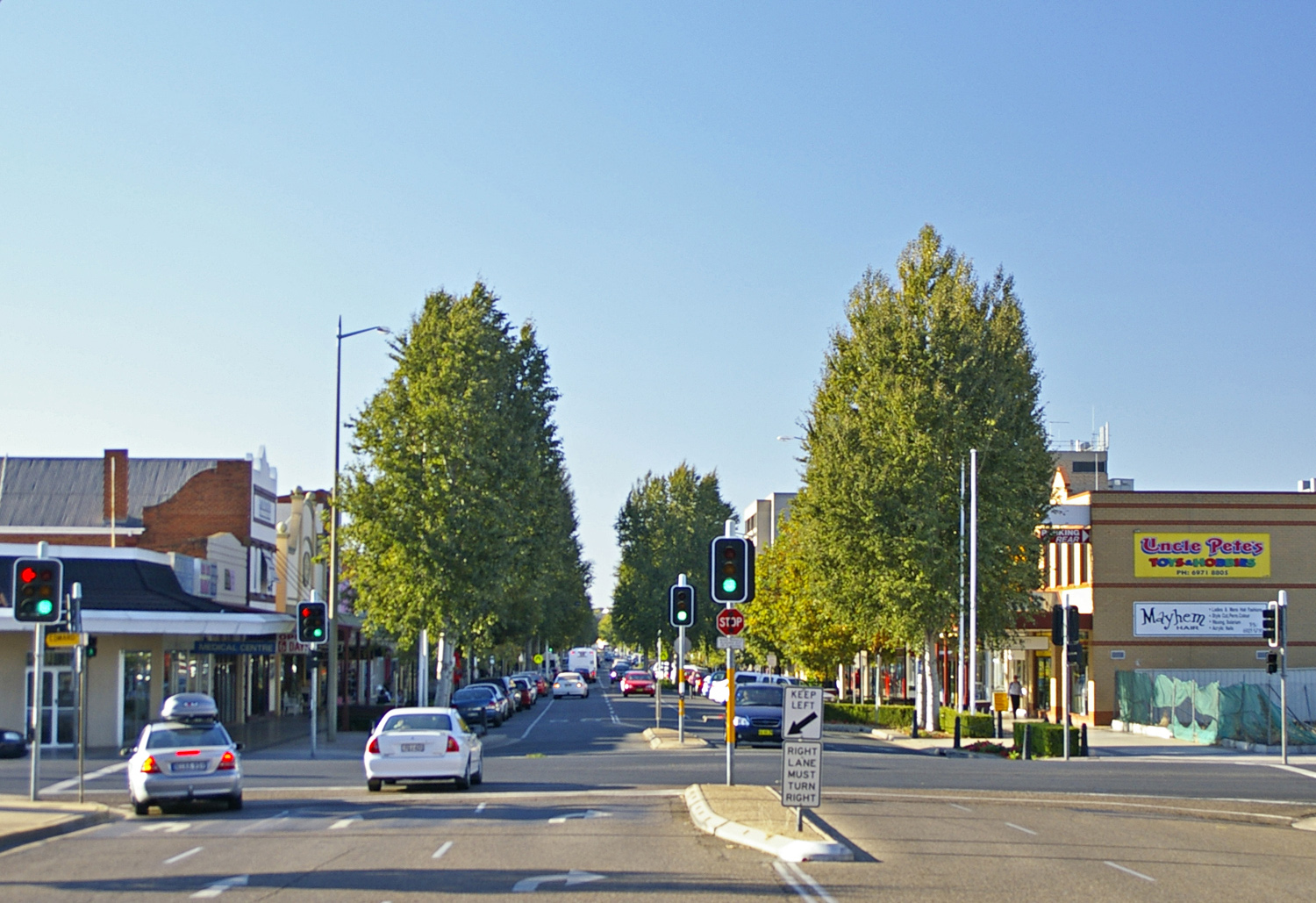
ウォガウォガ市内